# Pays (aménagement du territoire)
Pour les articles homonymes, voir Pays (homonymie).
Le pays est une ancienne catégorie administrative française d'aménagement à caractère géographique désignant un territoire présentant une « cohésion géographique, économique, culturelle ou sociale, à l'échelle d'un bassin de vie ou d'emploi » afin d'exprimer « la communauté d'intérêts économiques, culturels et sociaux de ses membres » et de permettre l'étude et la réalisation de projets de développement. Ce statut a été créé en 1995 par la Loi d'orientation pour l'aménagement et le développement du territoire (LOADT), dite Loi Pasqua, du 4 février 1995, et renforcé par la LOADDT, dite Loi Voynet, du 25 juin 1999.
L'assise législative des Pays a disparu avec la Réforme des Collectivités territoriales de décembre 2010 dont l'article 51 dispose que « les contrats conclus par les pays antérieurement à cette abrogation sont exécutés dans les conditions antérieures jusqu’à leur échéance » ; ce manque est comblé par la loi MAPTAM en 2014 qui leur donne la possibilité de se transformer en pôles d'équilibre territoriaux et ruraux (PETR).

## Historique
Dans son sens originel, le pays est une petite région reconnaissable dans son paysage. Le terme est utilisé dès les années 60 par les pionniers du développement local (élus et acteurs locaux, en Bretagne en particulier). Ces derniers agissent dans un premier temps sans financements extérieurs ni reconnaissance politique. En 1975, la DATAR créé les Contrats de pays, c’est la première fois que le terme est reconnu par une instance gouvernementale. Ils visent à revitaliser certaines zones rurales. Ce dispositif garde toutefois une dimension ascendante : les élus ont la possibilité de donner leur avis sur les mesures adoptées mais ces mesures sont déterminées par l’Etat (par l’intermédiaire du préfet). 
Ce sont les lois de décentralisation (1982-1983) qui actent la légitimité de l’échelon local pour l’élaboration de politiques de développement et d’aménagement. Cette légitimité est reconnue aux pays et aux décideurs locaux qui en émanent par les lois Pasqua et Voynet. 
Le Pays apparaît dans un contexte national défavorable pour les espaces ruraux : expansion urbain désordonnée, exode rural, désindustrialisation des campagnes problèmes de maintien des services publics, etc. Ils sont créés comme espaces de projet et de contrat, ils ont également pour objectif de favoriser les relations entre pôles urbains et arrière-pays rural. Les Pays constituent un nouveau cadre de coopération pour les communes : ils ne sont pas dotés de compétences propres mais doivent impulser la réflexion coordonnée des acteurs locaux. Ils résultent d'une démarche ascendante et volontariste des acteurs locaux souhaitant s'unir autour d'un périmètre pertinent (bassin de vie) afin de dynamiser le territoire par des projets transversaux. Il s’agit d’un pas en avant décisif de l’État vers la reconnaissance des acteurs locaux en matière d’aménagement rural.
En 2010, la loi Grenelle II ajoute que si un périmètre d'un « SCoT » (schéma de cohérence territoriale, mis en œuvre par une autre entité juridique) « recouvre en tout ou partie celui d’un pays ayant fait l'objet d'une publication par arrêté préfectoral, le PADD (projet d'aménagement et de développement durables) du schéma de cohérence territoriale prend en compte la charte de développement du pays » .
La Réforme des Collectivités territoriales de décembre 2010 a eu pour effet d’abroger le support législatif des Pays. En effet, l’article 51 de la loi RCT abroge l’article 22 de la LOADT de 1995 et dispose que « les contrats conclus par les pays antérieurement à cette abrogation sont exécutés dans les conditions antérieures jusqu’à leur échéance ». Cette législation rend impossible toute nouvelle création de Pays et fait que les structures existantes ne sont reconnues juridiquement que par celui de la structure porteuse.
En 2014, l'article 79 de la loi MAPTAM vient corriger l'absence d'assise juridique des Pays et leur donne la possibilité de se transformer en pôles d'équilibre territoriaux et ruraux (PETR). Pour se constituer, les pôles doivent regrouper au moins deux EPCI à fiscalité propre, un EPCI ne pouvant appartenir à plus d’un pôle. Le pôle est créé par délibérations concordantes des EPCI et sa création doit être approuvée par le Préfet du département de son siège .

## Contrat de pays
Un contrat de Pays pouvait être signé entre le pays et un EPCI, un département, une région ou encore l'État lorsque les enjeux sont bien identifiés.

## Organisation et fonctionnement
D'abord expérimentaux, puis reconnus par les préfectures, les pays ont, à partir de la loi SRU (Solidarité et Renouvellement Urbain) de décembre 2000, vocation à être reconnus par l'État dans le cadre d'une convention. 
Les pays ne sont ni des collectivités territoriales ni des établissements publics de coopération intercommunale (EPCI) à fiscalité propre. Ils sont le produit d'une démarche volontaire et contractuelle des communes et couvrent jusqu'à 80 % territoire français. Malgré l'essor des établissements publics de coopération intercommunale (EPCI) (en particulier des communautés de communes) au XXIe siècle, ils restent des acteurs centraux en matière de développement local  en milieu rural.
Les pays peuvent être représentés et gérés sous différentes formes juridiques : syndicat mixte de pays, association, groupement d'intérêt public, etc. Leur financement provient de la participation de leurs membres (communautés de communes, communes) et de multiples contrats avec le département, la région, l’État (ex : les conventions territoriales dans le cadre des contrats de projets État-région), l'Union européenne, l'ADEME, etc.
L’alinéa II de l’article 22 de la loi du 4 février 1995 d’orientation pour l’aménagement et le développement du territoire, modifié par l’article 95 de la loi Urbanisme et Habitat du 2 juillet 2003, prévoyait que les pays organisent librement un conseil de développement, organe de réflexion et de discussion pour l'élaboration des projets de développement, réunissant les élus et des représentants des milieux économiques, sociaux, culturels et associatifs du pays.
Les objectifs fixés par les parties prenantes du territoire sont recueillis au sein de la charte de développement du pays. Le conseil de développement doit assurer l'élaboration et le suivi de cette dernière.

## Nombre
Au 1er janvier 2005 il existe 251 pays officiellement reconnus. Fin 2015, ce nombre était de 385 puis de 365 en 2016. Au 1er janvier 2019 il existe 272 structures. En 2024, il existe un total de 235 Pays et PETR (122 PETR sont recensés en 2025, il ne resterait donc qu'un peu plus d'une centaine de Pays),.